# King of the Ring (2001)
King of the Ring (2001) — девятое в истории шоу King of the Ring, PPV-шоу производства World Wrestling Federation (WWF, ныне WWE), на котором прошёл пятнадцатый турнир «Король ринга». Шоу проходило 24 июня 2001 года на Continental Airlines Arena в Ист-Ратерфорд, Нью-Джерси, США.
Победителем турнира «Король ринга» стал Эдж, победивший в финале Курта Энгла. В главном событии Стив Остин сохранил титул чемпиона WWF в матче против Криса Бенуа и Криса Джерико. Шоу также примечательно тем, что на нем состоялся дебют Букера Ти в WWF.

## Результаты
| 1H                                                             | Мэтт Харди (c) (с Литой) победил Джастина Кредибла                                | Одиночный матч за титул чемпиона Европы WWF             | 7:03  |
| 2                                                              | Курт Энгл победил Кристиана                                                       | Полуфинальный матч турнира «Король ринга»               | 8:51  |
| 3                                                              | Эдж победил Райно                                                                 | Полуфинальный матч турнира «Король ринга»               | 10:20 |
| 4                                                              | «Братья Дадли» (Бубба Рэй Дадли и Ди-Вон Дадли) (c) победили Кейна и Спайка Дадли | Командный матч за титул командных чемпионов WWF         | 8:24  |
| 5                                                              | Эдж победил Курта Энгла                                                           | Финальный матч турнира «Король ринга»                   | 10:20 |
| 6                                                              | Джефф Харди (с) победил Икс-пака                                                  | Одиночный матч за титул чемпиона WWF в полутяжелом весе | 7:10  |
| 7                                                              | Курт Энгл победил Шейна Макмэна                                                   | Уличная драка                                           | 25:58 |
| 8                                                              | Стив Остин (с) победил Криса Бенуа и Криса Джерико                                | Тройная угроза за титул чемпиона WWF                    | 27:52 |
| (c) — чемпион на момент поединка H — матч на Sunday Night Heat |                                                                                   |                                                         |       |